# Chiaki Minoru
Chiaki Minoru (jap. 千秋 実; * 30. Juli 1917; † 1. November 1999) war ein japanischer Schauspieler.
Vor allem seine Zusammenarbeit mit Akira Kurosawa, für den er unter anderem in Die sieben Samurai den freundlichen Heihachi verkörperte, machte ihn berühmt.
Später arbeitete er auch in einigen Produktionen der Tōei-Film mit.

## Trivia
Im Film Die sieben Samurai ist seine Rolle die des ersten der Samuraigruppe, der stirbt. Im Leben war er der letzte der sieben Darsteller, der starb.

## Auszeichnungen
1986 wurde Minoru Chiaki für seine Rolle in dem Film Hanaichimonme (Gray Sunset; 1985) als bester Schauspieler mit dem Japanese Academy Award ausgezeichnet.

## Filmografie (Auswahl)
- 1949: Ein streunender Hund (Nora Inu)
- 1950: Rashomon – Das Lustwäldchen (Rashōmon)
- 1951: Der Idiot (Hakuchi)
- 1952: Einmal wirklich leben (Ikiru)
- 1952: Mōjū tsukai no shōjo
- 1954: Die sieben Samurai (Shichinin no Samurai)
- 1955: Godzilla kehrt zurück
- 1955: Ikimono no kiroku
- 1957: Das Schloss im Spinnwebwald
- 1958: Die verborgene Festung
- 1963: Zwischen Himmel und Hölle
- 1963: Sanada fūunroku
- 1974: Hyosetsu no mon
- 1985: Hana Ichimonme